# Diva (píseň)
Diva (hebrejsky דיווה‎) je hebrejsky zpívaná píseň izraelské zpěvačky Dany International. Hudbu složil Svika Pick, text napsal Joav Ginai. S touto písní Izrael vyhrál v roce 1998 hudební soutěž Eurovision Song Contest, což pro zemi znamenalo třetí vítězství v této soutěži. Poprvé v této soutěži soutěžila transsexuální osoba a také to bylo poprvé, kdy byla vítězná skladba uvedena na halfplayback.

## Zázemí a produkce
Dana International se zúčastnila již izraelského předběžného rozhodnutí o Eurovision Song Contest 1995 a obsadila druhé místo. V roce 1998 byla vybrána do soutěže Izraelskou vysílací společností, aby reprezentovala svou zemi v Birminghamu.
Joav Ginai napsal první návrh textu již v New Yorku o dva roky dříve. Text nejprve předal Offerovi Nissimovi a Shai Weinbaumovi, aby našli vhodného skladatele. Protože nedostal žádnou odpověď, předal Ginai text Svikovi Pickovi, který složil první verzi. Titul vznikl pod vedením Offera Nissima a byl dokončen krátce před uzávěrkou přihlášek.
Skladba je o významných ženách a bohyních světových dějin a mytologie, jako jsou Viktorie, Kleopatra a Afrodíté.

## Účast v soutěži
Dana International se objevila na soutěži Eurovision Song Contest 9. května 1998 jako osmá z 25 soutěžících. Izrael vyhrál soutěž se 172 body, obdržel nejvyšší skóre od Francie, Malty a Portugalska. Země nezískala žádný bod od Chorvatska, Slovenska a Maďarska. Kostým, který si Dana International oblékla při opakování svého vítězného titulu, navrhl Jean-Paul Gaultier.

## Právní spory
Píseň se stala obsahem několika právních sporů. Aranžér Alon Levin zažaloval Svika Picka, protože nebylo uvedeno jeho jméno jako aranžéra, pouze jméno Pickovo. V roce 2006 byl odsouzen k náhradě škody. Na konci roku 2020 Ginai a Dana International podali žalobu, protože se domnívali, že jejich práva byla porušena poté, co firma SodaStream údajně vydala speciální edici svých plynových bombiček u příležitosti Eurovision Song Contest 2019, která ukázala oděv Dany International a výraz Diva.